# Adélaïde d'Anjou
Pour les articles homonymes, voir Blanche d'Anjou.
Adélaïde d'Anjou, surnommée Blanche, née vers 947/950 et morte en 1026, est une dame de la très haute aristocratie de Francie occidentale. 
Elle est la fille d'un des puissants comtes d'Anjou, qui a joué un rôle politique de premier plan au tournant des Xe et XIe siècles en Aquitaine, en Provence et dans ce qui plus tard allait devenir le Languedoc, par ses mariages, ses alliances et sa politique matrimoniale.

## Biographie
Elle est la fille de Foulque II le Bon, comte d'Anjou, et de son épouse Gerberge, ainsi que la sœur du comte Geoffroy Grisegonelle.

### Ses premières unions
Lorsqu'elle épouse en 982 le jeune Louis V (le futur roi des Francs) à Vieille-Brioude, elle est déjà deux fois veuve du seigneur Étienne de Gévaudan (mort vers 970) dont elle a eu des enfants, et du comte Raymond de Toulouse (mort en 978). La trop grande différence d’âge et les débauches du jeune époux vont être la cause de son divorce en 984. D’après Raoul Glaber, les manœuvres d'Adélaïde, déçue des capacités de Louis, pour l’abandonner et s'enfuir chez les siens « en Provence, fit dissoudre son mariage (en 983) avec le futur roi de France ».

### Mariage avec le comte de Provence

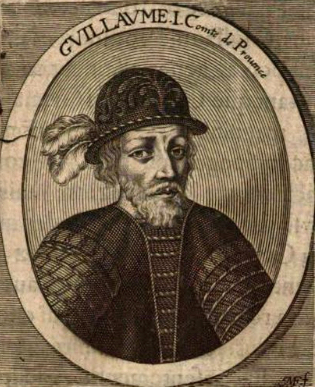
Guillaume Ier de Provence, gravure de 1655.

Elle se rend ensuite à Arles et se remarie en 984 avec le comte de Provence, Guillaume dit le Libérateur. Leur fille, Constance d'Arles (986-1032), sera reine de France par son mariage avec Robert II en 1003. Le couple aurait eu une seconde fille, Ermengarde d'Arles, qui épouse par la suite Robert Ier d'Auvergne.
Adélaïde avec ses fils, Pons et Etienne de Gévaudan soutiennent son frère Guy d'Anjou dans ses actions lors des plaids comme à laprade ou par exemple lors de la fondation de Saint Pierre le monastier en 993 au Puy en Velay, ce qui montre une certaine implication dans les affaires familiales 
C'est par Adélaïde que les deux prénoms dynastiques de la famille comtale d'Anjou, Foulques et Geoffroi, passent dans le stock anthroponymique de la famille comtale provençale, étant portés par deux de ses petits-fils, les comtes Foulques (plus tard surnommé Bertrand) et Geoffroi Ier. Si le nom de Foulques disparaît rapidement, celui de Geoffroi se perpétue chez les comtes de Provence. Florian Mazel y voit la « perpétuation ... du souvenir de l'alliance angevine, certainement perçue comme la plus prestigieuse de celles que les comtes nouent au tournant de l'an mil ».

### Régence du comté de Provence
À la mort de Guillaume en 993, elle assure une longue régence qui fournit à la nouvelle noblesse l'occasion de se soulever à plusieurs reprises contre la dynastie comtale. Il y a un premier soulèvement en 1008, celui des fils de Nivelon de Signes, vicomte de Guillaume, puis en 1009, c'est le tour d'Audibert et Rainaud de Châteaurenard. Cette nouvelle génération nobiliaire conteste avec violence les donations religieuses faites par le Marquis et les membres de son entourage. Elle doit également intervenir après la mort du nouveau comte Guillaume II tué au siège du château de Fos en 1018. La situation devient en effet plus critique quand la famille des Fos se soulève dans une rébellion qui entraîne la mort de comte et qui oblige Adélaïde à solliciter une aide externe, notamment celle de son fils issu d'un mariage précédent, Guillaume III Taillefer, comte de Toulouse.

### Un cinquième mariage?
L'hypothèse d'une cinquième union d'Adélaïde d'Anjou, veuve du comte de Provence, avec Othon Guillaume, comte de Bourgogne et de Mâcon, a été proposée en 1907 par René Poupardin et reprise par d'autres historiens à sa suite. Cette hypothèse repose uniquement sur trois chartes attestant simplement l'existence d'une seconde épouse d'Othon Guillaume du nom d'Adélaïde et une bulle du pape Benoît VIII adressée, entre autres, aux dirigeants séculiers de Bourgogne et de Provence, parmi lesquels Othon Guillaume et Adélaïde, sans faire mention d'une union entre eux. Cette hypothèse, qui ne repose sur aucune preuve décisive, est donc à considérer avec prudence.

## Mort et sépulture
Elle meurt en 1026, comme le note dans ses cahiers un moine de l'abbaye de Saint-André, près d'Avignon. Cette dernière circonstance pourrait peut-être indiquer que la comtesse est morte dans cette dernière ville. 
Adélaïde d'Anjou est inhumée à Montmajour, une abbaye proche d'Arles considérée à l'époque comme la nécropole de la famille comtale de Provence.

## Liste de ses enfants connus
- D'Étienne de Gévaudan :
  - Pons de Gévaudan,
  - Bertrand de Gévaudan,
  - Étienne de Gévaudan, évêque du Puy de 995 à 998 ;
- De Raymond de Toulouse :
  - Guillaume III de Toulouse, comte de Toulouse 978-1037 ;
- De Guillaume Ier de Provence (ap. 982 ou 984, date approximative du mariage d’Adélaïde et de Guillaume) :
  - Guillaume II, comte de Provence mort en 1019; bien que la filiation entre Adélaïde et son fils Guillaume soit attestée par de nombreuses chartes contemporaines[15] et soit acceptée par les historiens médiévistes, certaines compilations généalogiques persistent à en faire le fils d'Arsinde de Comminges, la première femme de Guillaume le Libérateur[16],
  - Constance d'Arles (v. 986-1032), reine de France par son mariage avec le roi Robert II le Pieux ;
- Sans que l'on puisse être certain de l'identité du père entre ses trois maris dont elle a eu une descendance, Adélaïde d'Anjou a aussi eu une fille au nom incertain (Ermengarde ou Philippa), mariée à Guillaume, comte d'Auvergne. Sa date de naissance, vers 971, suggère que Raymond de Toulouse serait l'hypothèse la plus plausible, suivi d’Étienne de Gévaudan puis, de façon plus improbable, Guillaume le Libérateur.

## Dans la fiction

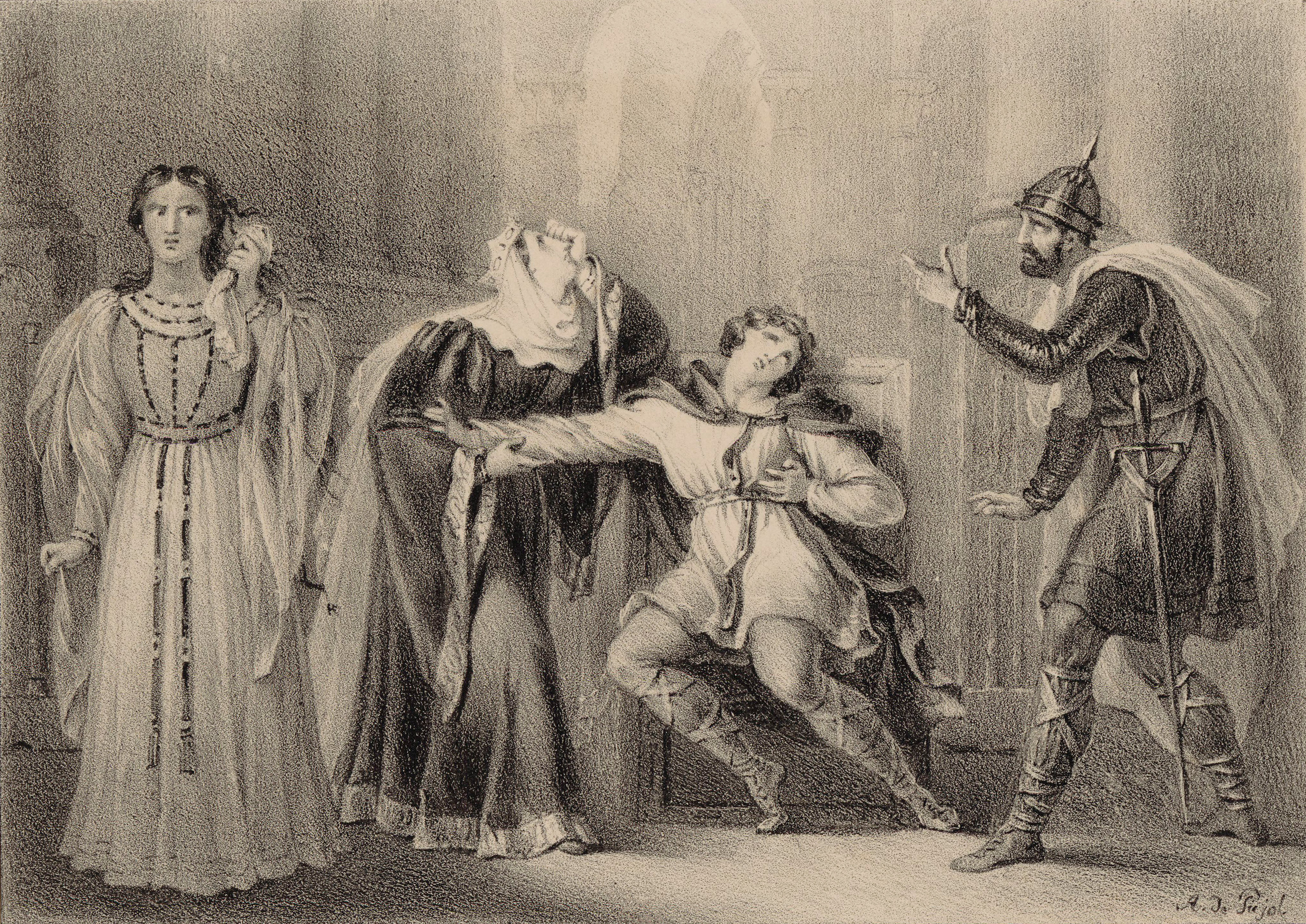
Scène de Blanche d'Aquitaine, ou Le dernier des Carolingiens, 1827.

- Blanche d'Aquitaine ou Le dernier des Carlovingiens, tragédie d’Hippolyte Bis[17] créée par la Comédie-Française le 29 octobre 1827 à la salle Richelieu avec Joséphine Duchesnois dans le rôle-titre; la pièce a été représentée 19 fois de 1827 à 1829[18].

- Ugo, conte di Parigi (Hugues, comte de Paris), opéra italien composé par Gaetano Donizetti, avec un livret écrit par Felice Romani d'après Blanche d'Aquitaine d'Hippolyte Bis. L'opéra a été créé le 13 mars 1832 à La Scala de Milan, avec Giuditta Pasta dans le rôle de Bianca d'Aquitania.

- Luigi V, re di Francia (Louis V, roi de France), opera seria italien en 3 actes composé par Alberto Mazzucato d'après le livret Ugo, conte di Parigi de Romani, créé au Teatro Re de Milan le 25 février 1843, avec Marietta Gazzaniga incarnant Bianca d'Aquitania[19].